# Burg Winnerod
Die Burg Winnerod ist eine abgegangene Höhenburg auf 251 m ü. NN im Ortsteil Winnerod der Gemeinde Reiskirchen im Landkreis Gießen in Hessen.
Auf die Burg bzw. auf den befestigten Adelssitz, den Herren von Windhausen (zu Winnerod) zugesprochen, weisen nicht genauer datierte Stützmauerreste hinter dem Herrenhaus im Flurbereich Burgwald (Vor der Burg) hin. Das Herrenhaus selbst ist ein dreigeschossiger klassizistischer Bau auf Kellersockel, erbaut als Adelssitz für Friedrich Salentin von Zwirnlein als Mittelpunkt des schon 1252 urkundlich im Urkundenbuch des Klosters Arnsburg erwähnten Winnerods (als Winderode, 23 Jahre später als Wenderode), das ursprünglich ein Gutshof mit eigener Kirche war. Es kann ziemlich sicher geschlussfolgert werden, dass die abgegangene Burg zum selben oder leicht früheren Zeitpunkt errichtet worden ist.